# Daphnia cheraphila
Daphnia cheraphila är en kräftdjursart som beskrevs av Paul D.N. Hebert och Finston 1996. Daphnia cheraphila ingår i släktet Daphnia och familjen Daphniidae. Inga underarter finns listade i Catalogue of Life.